# 冷凝器

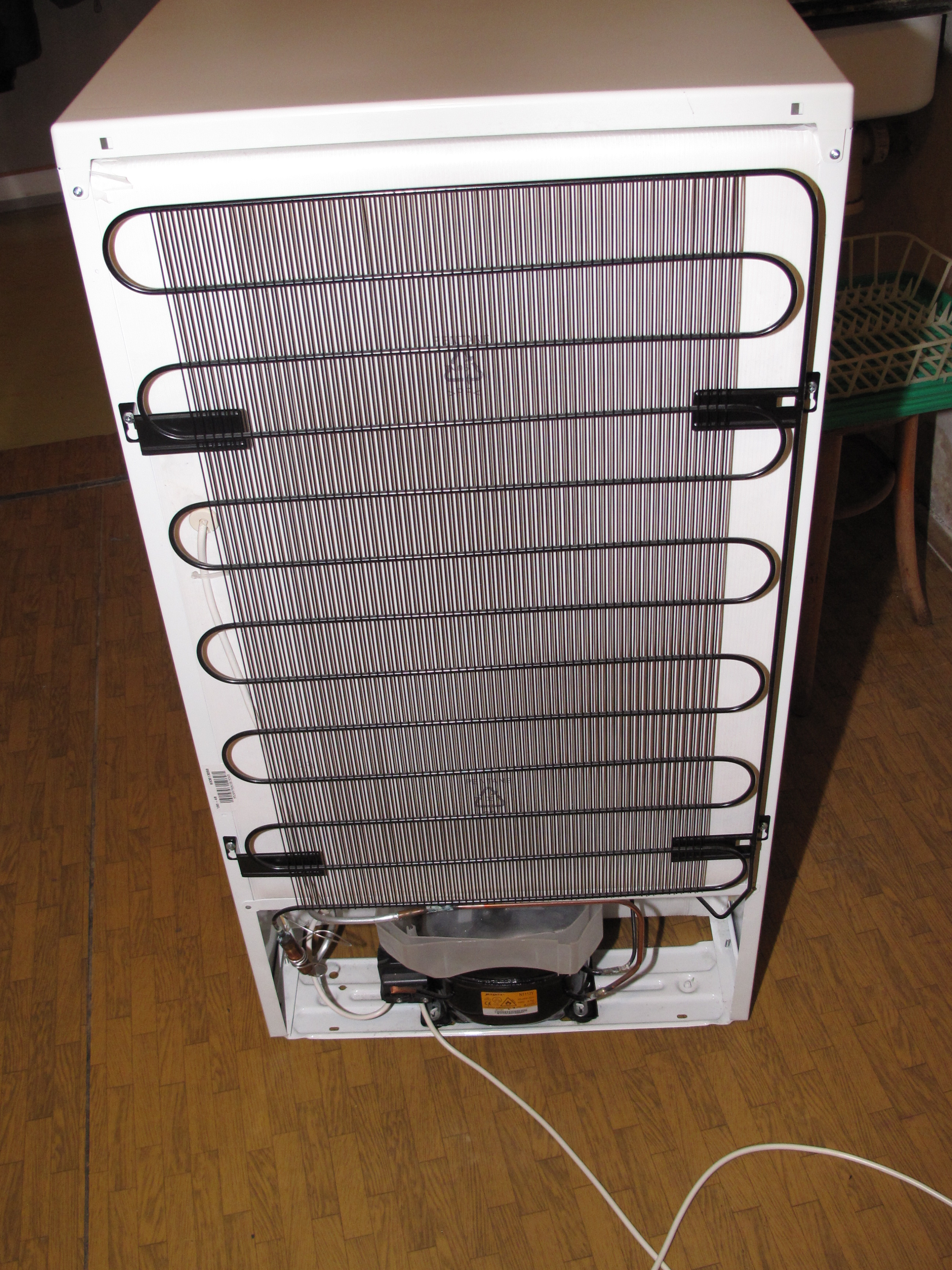
冰箱的冷凝器

冷凝器是一個可以將氣態物質凝結成液態的設備，是常見的熱交換器，一般會利用冷卻的方式使物質凝結。凝結過程中物質放出潛熱及部份显热，使冷凝器的冷媒溫度降低。
依冷凝器的需求不同，其尺寸也隨之不同，有不同的設計及尺寸，例如冰箱就使用冷凝器使熱從冰箱內部傳送到冰箱外的空氣中。在空調系統、工業化学过程（例如蒸餾）、發電廠及其他熱交換系統中都會用到冷凝器。其中許多是以冷卻水或空氣做為其冷媒。